# Górka (Zwierzyniec)
Górka – część wsi Zwierzyniec w Polsce, położona w województwie świętokrzyskim, w powiecie buskim, w gminie Busko-Zdrój.
W latach 1975–1998 Górka administracyjnie należała do województwa kieleckiego.